# Werneria preussi
Werneria preussi es una especie de anfibios de la familia Bufonidae.
Se encuentra en Camerún y Togo.
Su hábitat natural incluye montanos secos, ríos y zonas previamente boscosas ahora muy degradadas.
Está amenazada de extinción.